# Шапшальский хребет
Шапша́льский хребет , или Шапшал, — горный хребет на границе Республики Алтай и Тыва. Отрог Алтайской горной системы. Служит водоразделом системы Оби (река Чулышман) и левых истоков Енисея (реки Алаш и Хемчик). Длина около 130 км. Высота до 3507 м.

## Физико-географическая характеристика
Хребет узкой лентой (шириной до 20 км) проходит в меридиональном направлении почти на 150 км. На севере, в верховьях Малого Абакана, он граничит с широтными хребтами Западного Саяна, а на юге смыкается с хребтом Цаган-Шибэту. С востока к Шапшальскому хребту примыкает ряд более мелких горных отрогов, имеющих разветвленную систему и идущих как в меридиональном (Козер, Мойналык и др.), так и в широтном направлениях (Тырвангой, Мозур-Тайга, Высокий).
Хребет главным образом сложен кристаллическими сланцами. На склонах хребта преобладают горные тундры. В долинах некоторых рек — лиственничные леса.
На восточных склонах хребта берут начало река Хемчик и её многочисленные притоки. Наиболее крупные из них: Алаш, Шуи и Чоон-хем. На западных склонах — правые притоки Чулышмана: Сайгоныш, Узун-оюк, Оин-ору, Туту-оюк и др. В пределах района известно 27 ледников, общей площадью около 11 кв. км.

## Туризм
Для хребта характерны альпийские формы рельефа. Перевалы находятся на высоте 2700-3300 м и разнообразны по характеру и сложности (н/к-2Б). Около десяти вершин имеют высоты более 3300 м и представляют значительный интерес для альпинистов (сложность 1А-2Б).
В северной части Шапшальского хребта на стыке границ республик Тыва, Алтай и Хакасия расположен перевал Кызылбалхаш (абсолютная высота — 2213 м).